# ГКГС класу II
ГКГС класу II – це клас молекул головного комплексу гістосумісності (ГКГС, англ. - MHC), які зазвичай зустрічаються лише на професійних антигенпрезентувальних клітинах (АПК), таких як дендритні клітини, мононуклеарні фагоцити, деякі ендотеліальні клітини, епітеліальні клітини тимуса так В-клітини. Ці клітини важливі для ініціювання імунних відповідей.
Антигени, які презентуються молекулами MHC класу II, походять із позаклітинних білків (не цитозольних, які презентуються молекулами MHC класу I).
"Завантаження" антигена на молекули МНС класу II відбувається після фагоцитозу. Позаклітинні білки ендоцитозуються, перетравлюються в лізосомах, і отримані епітопні пептидні фрагменти завантажуються на молекули MHC класу II до міграції останніх на поверхню клітини.
У людини білковий комплекс MHC класу II кодується генним комплексом лейкоцитарного антигена людини (HLA). HLA, що відповідають класу MHC II, це HLA-DP, HLA-DM, HLA-DOA, HLA-DOB, HLA-DQ і HLA-DR.
Мутації в комплексі генів HLA можуть призвести до синдрому голих лімфоцитів (BLS), який є різновидом дефіциту MHC класу II.

## Структура
Як і молекули MHC класу I, молекули класу II також є гетеродимерами, але в цьому випадку складаються з двох гомогенних пептидів, α і β ланцюга, обидва з яких кодуються в MHC. Підпозначення α1, α2 тощо відноситься до окремих доменів всередині гена HLA. Кожен домен зазвичай кодується окремим екзоном всередині гена, а деякі гени мають додаткові домени, які кодують лідерні послідовності, трансмембранні послідовності тощо. Ці молекули мають як позаклітинні ділянки, так і трансмембранну послідовність і цитоплазматичний хвіст. Ділянки α1 і β1 ланцюгів об’єднуються, утворюючи дистальний домен, що зв’язує пептиди з мембраною, тоді як ділянки α2 і β2 - позаклітинні частини ланцюгів, утворюють проксимальний імуноглобуліноподібний домен на мембрані. Антигенозв'язувальна щілина, куди приєднується антиген або пептид, складається з двох стінок α-спіралей і β-листка.
Оскільки антигенозв’язувальна щілина молекул MHC класу II відкрита на обох кінцях, тоді як відповідна щілина на молекулах класу I закрита на кожному кінці, антигени, презентовані  молекулами MHC класу II, є довшими, як правило, довжиною від 15 до 24 амінокислотних залишків.

## Експресія
Ці молекули постійно експресуються в професійних АПК, але їх поява на інших клітинах може бути індукована інтерфероном γ. Вони експресуються на епітеліальних клітинах в тимусі та на АПК на периферії. Експресія MHC класу II в АПК ретельно регулюється за допомогою CIITA, який є трансактиватором MHC класу II. CIITA експресується виключно на професійних АПК, однак непрофесійні АПК також можуть регулювати активність CIITA та експресію MHCII. Як згадувалося, інтерферон γ (ІФН γ) запускає експресію CIITA, а також відповідає за перетворення моноцитів, які є MHCII-негативними клітинами, у функціональні АПК, які експресують MHCII на своїх поверхнях.

## Значення
Наявність повноцінних стабільних молекул MHC класу II, є важливим для загальної імунної функції. Оскільки MHCII пов'язує позаклітинні білки, він в основному залучений до презентації позаклітинних патогенів (наприклад, бактерій, які можуть інфікувати рану або кров). Молекули MHC класу II взаємодіють переважно з імунними клітинами, такими як Т-хелпери (CD4+). 
Презентований пептид регулює те, як T-клітини реагують на інфекцію. Стабільне зв’язування пептиду має важливе значення для запобігання розриву цього зв'язку та деградації пептиду, які можуть відбутися без надійного приєднання до молекули MHC. Це завадить розпізнанню антигена Т-клітинами, їх активації і належній імунній відповіді. 
Запущена відповідна імунна реакція може включати локалізоване запалення та набряк через залучення фагоцитів або може призвести до повносильної імунної відповіді антитіл через активацію В-клітин.

## Синтез
Під час синтезу МНС класу II в ендоплазматичному ретикулумі (ЕР) виробляються α- і β-ланцюги, які утворюють комплекс зі спеціальним поліпептидом, відомим як інваріантний ланцюг. У гранулярному ЕР пептидозв’язувальна щілина нового білка MHC класу II блокована інваріантним ланцюгом (Ii - тример), для запобігання зв’язуванню клітинних пептидів або пептидів із ендогенного шляху (наприклад, ті, які мають зв'язуватись з  молекулами MHC класу I).
Інваріантний ланцюг також сприяє експорту MHCII з ЕР до апарату Гольджі, з подальшим злиттям зі зрілою ендосомою, що містить ендоцитовані, деградовані білки. Потім інваріантний ланцюг поетапно розщеплюється протеазами, які називаються катепсинами, залишаючи лише невеликий фрагмент, відомий як CLIP, який продовжує блокувати пептидозв'язувальну щілину. Структура, подібна до MHCII, HLA-DM, полегшує видалення CLIP і дозволяє MHCII зв’язувати пептиди з більш високою афінністю. Стабільний MHCII потім презентується на поверхні клітини.

## Переробка комплексів МНС ІІ класу
Після синтезу MHCII і їх презентації на АПК вони не можуть довго експресуватися на поверхні клітини через інтерналізацію плазматичної мембрани АПК. У деяких клітинах антигени зв’язуються з переробленими молекулами MHCII, поки вони перебувають в незрілих ендосомах, тоді як інші клітини, такі як дендритні клітини (ДК), інтерналізують антигени за допомогою рецепторопосередкованого ендоцитозу, і створюють комплекс MHCII-пептид у ділянції обробки ендосомно-лізосомного антигена, що не залежить від синтезу нових молекул МНСІІ. Це свідчить про те, що після інтерналізації антигена вже існуючі молекули MHC класу II на зрілих ДК можуть бути перероблені та перетворені на нові комплекси MHCII-пептид.

## Обробка та презентація антигена
На відміну від MHCI, MHCII призначений для презентації антигенів позаклітинних, а не внутрішньоклітинних патогенів. 
Першим кроком є захоплення патогена шляхом фагоцитозу. Потім патоген розщеплюється в лізосомі, потрібний антиген отримується і завантажується в молекулу MHCII. Потім молекула MHCII транспортується на поверхню клітини, щоб презентувати антиген Т-хелперу. MHC II активує T-хелпер, що сприяє вивільненню цитокінів та іншим реакціям, які допоможуть індукувати інші клітини, які допомагають боротися з позаклітинними патогенами.

## Гени
|        | Альфа              | Бета                                   |
| HLA-DM | HLA-DMA            | HLA-DMB                                |
| HLA-DO | HLA-DOA            | HLA-DOB                                |
| HLA-DP | HLA-DPA1           | HLA-DPB1                               |
| HLA-DQ | HLA-DQA1, HLA-DQA2 | HLA-DQB1, HLA-DQB2                     |
| HLA-DR | HLA-DRA            | HLA-DRB1, HLA-DRB3, HLA-DRB4, HLA-DRB5 |

## Шляхи контролю презентації антигена MHCII

### Шлях: PSD4–ARL14/ARF7–MYO1E

#### Залучені молекули
У цьому шляху беруть участь кілька молекул.
- PIK3R2 [8] і PIP5K1A [9] це дві кінази, які створюють субстрати для PSD4.
- PSD4 [10] [11] (Рleckstrin та Sec7 Domain 4) є GEF (Guanine Еxchange Fактор), який завантажує ARL14/ARF7 з ГТФ.
- ARL14/ARF7[12] — це білок-мала ГТФаза, який селективно експресується в імунних клітинах. Цей білок локалізований в компартментах MHCII у незрілих дендритних клітинах.
- ARF7EP [13] є ефектором ARL14/ARF7, який взаємодіє з MYO1E .
- MYO1E [14] — це білок, який контролює компартменти MHCII за механізмом на основі актину.

#### Шлях
PIK3R2 і PIP5K1A — це дві кінази, які фосфорилюють фосфатидилінозитол (PIP), забезпечуючи PSD4 субстратами для його здатності завантажувати GTP. PSD4 як фактор обміну гуаніну, навантажує ARL14/ARF7 GTP. Згодом ARF7EP взаємодіє з MYO1E, який зв’язується з актиновими міоволокнами. Загалом цей комплекс сприяє стабілізації везикул із MHCII, всередині незрілої дендритної клітини, перешкоджаючи їх транслокації на клітинну мембрану.

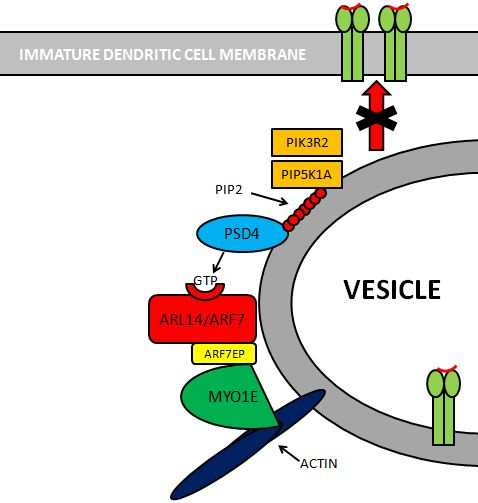
Шлях, що показує, як розподіл MHC-II контролюється в незрілих дендритних клітинах.

## Синдром голих лімфоцитів
Різновид дефіциту MHC класу II, який також називають синдромом голих лімфоцитів, пов’язаний з мутаціями в генах, які кодують фактори транскрипції, які регулюють експресію генів MHC класу II. Це призводить до зниження рівнів CD4+ Т-клітин і деяких ізотипів імуноглобуліну, навіть якщо присутні нормальні рівні як CD8+ клітин, так і В-клітин. При дефіциті MHCII АПК не здатні презентувати антигени Т-клітинам і належним чином їх активувати. Відповідно Т-клітини нездатні до проліферації та виділення цитокінів, які зазвичай беруть участь в імунній відповіді. 
Дефіцит молекул MHC класу II впливає не тільки на активацію та проліферацію Т-клітин, але й на решту каскаду імунної відповіді, В-клітини тощо. При такому зменшенні кількості активних Т-клітин вони не можуть взаємодіяти та активувати В-клітини. Зазвичай, коли В-клітини активуються, вони проліферують і диференціюються, що призводить до появи плазматичних клітин, які відповідають за вироблення антитіл. При дефіциті МНСІІ, В-клітини не активуються і не можуть диференціюватися в плазматичні клітини, що призводить до дефіциту антитіл, які не можуть нормально функціонувати. Єдиним сучасним методом лікування є пересадка кісткового мозку, але навіть вона не виліковує хворобу, і більшість пацієнтів не доживають до десяти років.

## Цукровий діабет 1 типу і ГКГС класу ІІ
Гени і молекули MHC класу II пов’язані з безліччю різних захворювань, одним з яких є цукровий діабет 1 типу. Гени HLA класу II є найважливішими генами, пов’язаними з ризиком успадкування діабету 1 типу, на які припадає приблизно 40-50% спадковості. Алелі цих генів, які впливають на зв’язування пептидів з молекулами MHC класу II, мабуть, найбільше впливають на ризик діабету 1 типу. Встановлено, що специфічні поліморфізми алелів підвищують ризик хвороби (наприклад, DRB1 і DQB1). Інші були пов’язані з стійкістю до неї.